# Estado Maturín
El Estado Maturín fue una antigua división administrativa de los Estados Unidos de Venezuela ubicada al noreste del país, entre el mar Caribe al oriente, el río Orinoco al suroriente, el estado Anzoátegui al occidente y el estado Sucre al norte.

## Historia
El Estado Maturín fue creado el 22 de abril de 1864 a través de la constitución de ese año, que elevó a las antiguas provincias en estados federados. Luego fue fusionado el 27 de abril de 1881 con los de Cumaná y Barcelona para crear el Estado de Oriente, que a partir del 16 de abril de 1891 pasó a llamarse Estado Bermúdez con los mismos límites del estado de Oriente. En 1901 es disgregado el Estado Bermúdez en las secciones que lo componían y es recreado así el Estado Maturín, que finalmente en 1909 cambia su nombre a Estado Monagas.